# Fabián O'Neill
Fabián Alberto O'Neill Domínguez (Paso de los Toros, Tacuarembó, 14 de octubre de 1973-Montevideo, 25 de diciembre de 2022) fue un futbolista uruguayo que jugaba de mediocampista, apodado «El mago».

## Trayectoria
Surgió de las categorías inferiores de Nacional de Montevideo, donde llegó a los 16 años, debutando en el primer equipo en 1992. En 1995 pasó al fútbol europeo, en Italia, donde jugó para el Cagliari, formando parte de las campañas que terminaron con el descenso de su equipo en 1997 y el posterior ascenso a Serie A en 1998. Luego de un nuevo descenso durante la temporada Serie A 1999-00, fue transferido a la Juventus, donde compartió la mitad de la cancha junto a Zinedine Zidane, quien lo sindica como el mejor jugador de fútbol que tuvo de compañero.
En enero de 2002 fue fichado por el Perugia como parte de la operación que llevó a Davide Baiocco a la Juve. Tras media temporada, retornó al Cagliari una temporada más, antes de volver a Montevideo. 
En 2003 volvió a Nacional, donde tiene una breve actuación y se retira para volver a su ciudad natal, luego de tener problemas en la renovación de su contrato.
En 2012 admitió que dos veces arregló partidos de la Serie A para ganar dinero a través de apuestas.
En septiembre de 2013 se publicó su biografía, titulada Hasta la última gota, escrita por los autores uruguayos Federico Castillo y Horacio Varoli.
Conocido por sus problemas con el alcohol, en junio de 2020 estuvo internado con un cuadro hepático severo y una descompensación. Durante la mañana del 24 de diciembre de 2022, fue internado en estado de coma, y pese a los esfuerzos médicos por salvarle la vida, fallece el 25 de diciembre de 2022, a las 12:55 hora local.

## Selección nacional
Fue internacional diecinueve veces con la Selección uruguaya. Debutó en junio de 1993 ante Estados Unidos en un partido válido por la Copa América del mismo año, siendo su último encuentro en mayo de 2002 ante China en Shenyang. Formó parte del combinado uruguayo que participó en el Mundial de 2002, sin ver minutos en cancha.

##### Participaciones en Copas del Mundo
| Mundial              | Sede                 | Resultado    |
| -------------------- | -------------------- | ------------ |
| Copa Mundial de 2002 | Corea del Sur- Japón | Primera fase |

##### Participaciones en Copa América
| Copa              | Sede    | Resultado        |
| ----------------- | ------- | ---------------- |
| Copa América 1993 | Ecuador | Cuartos de final |

##### Participaciones en Clasificatorias a Copas del Mundo
| Eliminatorias                    | País                 | Resultado   | Posición |
| -------------------------------- | -------------------- | ----------- | -------- |
| Eliminatorias Francia 1998       | Francia              | Eliminado   | 7º       |
| Eliminatorias Corea y Japón 2002 | Corea del Sur- Japón | Clasificado | 5.º      |

## Estadísticas

### En clubes
| Club Nacional · Uruguay | 1.ª                 | 1992                | 6   | 1  | —  | — | 3  | 0 | —  | — | 9   | 1  | 0.11 |
| Club Nacional · Uruguay | 1.ª                 | 1993                | 19  | 5  | —  | — | 7  | 1 | 5  | 0 | 31  | 6  | 0.19 |
| Club Nacional · Uruguay | 1.ª                 | 1994                | 18  | 4  | —  | — | 5  | 3 | 4  | 1 | 27  | 8  | 0.3  |
| Club Nacional · Uruguay | 1.ª                 | 1995                | 20  | 5  | —  | — | 4  | 1 | 4  | 1 | 28  | 7  | 0.25 |
| Club Nacional · Uruguay | Total 1.ª etapa     | Total 1.ª etapa     | 63  | 15 | 0  | 0 | 19 | 5 | 13 | 2 | 95  | 22 | 0.23 |
| Cagliari Calcio · Italia | 1.ª                 | 1995-96             | 15  | 1  | 2  | 1 | —  | — | —  | — | 17  | 2  | 0.12 |
| Cagliari Calcio · Italia | 1.ª                 | 1996-97             | 25  | 2  | 2  | 0 | —  | — | 1  | 0 | 28  | 2  | 0.07 |
| Cagliari Calcio · Italia | 2.ª                 | 1997-98             | 28  | 2  | 2  | 0 | —  | — | —  | — | 30  | 2  | 0.07 |
| Cagliari Calcio · Italia | 1.ª                 | 1998-99             | 31  | 5  | 3  | 0 | —  | — | —  | — | 34  | 5  | 0.15 |
| Cagliari Calcio · Italia | 1.ª                 | 1999-00             | 21  | 2  | 6  | 3 | —  | — | —  | — | 27  | 5  | 0.19 |
| Cagliari Calcio · Italia | Total 1.ª etapa     | Total 1.ª etapa     | 120 | 12 | 15 | 4 | 0  | 0 | 1  | 0 | 136 | 16 | 0.12 |
| Juventus de Turín · Italia | 1.ª                 | 2000-01             | 10  | 0  | 1  | 0 | 2  | 0 | —  | — | 13  | 0  | 0,00 |
| Juventus de Turín · Italia | 1.ª                 | 2002                | 4   | 0  | —  | — | 3  | 0 | —  | — | 7   | 0  | 0,00 |
| Juventus de Turín · Italia | Total club          | Total club          | 14  | 0  | 1  | 0 | 5  | 0 | 0  | 0 | 20  | 0  | 0,00 |
| AC Perugia · Italia | 1.ª                 | 2002                | 9   | 1  | —  | — | —  | — | —  | — | 9   | 1  | 0.11 |
| Cagliari Calcio · Italia | 2.ª                 | 2003                | —   | —  | —  | — | —  | — | —  | — | 0   | 0  | 0,00 |
| Cagliari Calcio · Italia | Total club          | Total club          | 120 | 12 | 15 | 4 | 0  | 0 | 1  | 0 | 136 | 16 | 0,33 |
| Club Nacional · Uruguay | 1.ª                 | 2003                | 5   | 0  | —  | — | 4  | 2 | —  | — | 9   | 2  | 0.22 |
| Club Nacional · Uruguay | Total club          | Total club          | 68  | 15 | 0  | 0 | 23 | 7 | 13 | 2 | 104 | 24 | 0.23 |
| Total en su carrera | Total en su carrera | Total en su carrera | 211 | 28 | 16 | 4 | 28 | 7 | 14 | 2 | 269 | 41 | 0.15 |
| (1) Incluye datos de Liguilla Pre-Libertadores de América (1989). (2) Incluye datos de Torneo Competencia (1989); Copa Italia (1990-01) y Supercopa de Italia (1998). (3) Incluye datos de Recopa Sudamericana (1989); Copa Interamericana (1989); Copa Libertadores (1989-02); Copa de la UEFA (1993-00) y Liga de Campeones de la UEFA (1997-99). (4) Media de goles por encuentro. No incluye goles en partidos amistosos. |                     |                     |     |    |    |   |    |   |    |   |     |    |      |

### Selección
| Selección        | Año           | Amistosos | Amistosos | Sudamérica | Sudamérica | Mundial | Mundial | Total | Total | Media goleadora |
| Selección        | Año           | Part.     | Goles     | Part.      | Goles      | Part.   | Goles   | Part. | Goles | Media goleadora |
| ---------------- | ------------- | --------- | --------- | ---------- | ---------- | ------- | ------- | ----- | ----- | --------------- |
| Adulta · Uruguay | 1990          | 4         | 0         | —          | —          | 2       | 1       | 6     | 1     | 0,17            |
| Adulta · Uruguay | 1991          | —         | —         | —          | —          | —       | —       | 0     | 0     | 0,00            |
| Adulta · Uruguay | 1992          | —         | —         | —          | —          | —       | —       | 0     | 0     | 0,00            |
| Adulta · Uruguay | 1993          | 2         | 2         | 7          | 2          | —       | —       | 9     | 4     | 0,44            |
| Adulta · Uruguay | 1994          | —         | —         | —          | —          | —       | —       | 0     | 0     | 0,00            |
| Adulta · Uruguay | 1995          | 4         | 3         | 4          | 2          | —       | —       | 8     | 5     | 0,63            |
| Adulta · Uruguay | 1996          | —         | —         | 3          | 0          | —       | —       | 3     | 0     | 0,00            |
| Adulta · Uruguay | 1997          | —         | —         | 4          | 0          | —       | —       | 4     | 0     | 0,00            |
| Total carrera    | Total carrera | 10        | 5         | 18         | 4          | 2       | 1       | 30    | 10    | 0,33            |

### Resumen estadístico
| Competición           | Partidos | Goles | Promedio |
| --------------------- | -------- | ----- | -------- |
| Primera División      | 241      | 85    | 0,35     |
| Copas nacionales      | 44       | 23    | 0,52     |
| Copas internacionales | 34       | 15    | 0,44     |
| Selección adulta      | 30       | 10    | 0,33     |
| Total                 | 349      | 133   | 0,38     |

## Palmarés

### Campeonatos nacionales
| Título                    | Club     | País    | Año     |
| ------------------------- | -------- | ------- | ------- |
| Campeonato Uruguayo       | Nacional | Uruguay | 1992    |
| Liguilla Pre-Libertadores | Nacional | Uruguay | 1993    |
| Torneo Clausura           | Nacional | Uruguay | 1995    |
| Serie A                   | Juventus | Italia  | 2001-02 |
| Torneo Apertura           | Nacional | Uruguay | 2003    |